# Bushiroad Music
Bushiroad Music Co., Ltd. (ブシロードミュージック) ist ein im Oktober des Jahres 2012 eröffnetes japanisches Musiklabel, das zur Bushiroad Gruppe gehört.

## Geschichte
Der Multimedia-Konzern Bushiroad, der in verschiedenen Branchen aktiv ist, darunter in der Anime- und Videospiel-Industrie sowie im Wrestling, beschloss, weil das Unternehmen mehrere Multimedia-Projekte im musikalischen Bereich gestartet hatte, ein Musiklabel zu eröffnen. So wurde im Oktober des Jahres 2012 die HiBiKi Music Co, Ltd. gegründet, dessen erster Präsident Masami Genda wurde.
Das Label wurde mit einem Eigenkapital von neun Millionen Yen gegründet und hatte in den Anfangszeiten acht Mitarbeiter. Etwa zur gleichen Zeit entstand auch die HiBiKi Co, Ltd., die sich auf die Eventbranche und den Verkauf von Merchandising-Artikeln spezialisiert hat.
Am 1. August des Jahres 2014 erhielt das Label seinen heutigen Namen.
Laut Eigenangaben arbeiten in dem Musiklabel inzwischen 26 Mitarbeiter. Zum 31. Juli 2019 wies das Label ein Nettoeinkommen von knapp 388,5 Millionen Yen sowie eine Bilanzsumme von ungefähr 1,03 Milliarden Yen aus.

## Künstler
- BanG Dream! (Multimedia-Projekt)
  - Poppin’Party
  - RAISE A SUILEN
  - Roselia
  - Morfonica
  - MyGO!!!!!
  - Ave Mujica
  - Afterglow
  - Pastel*Palettes
  - Hello, Happy World!
- Aina Aiba
- D4DJ (Multimedia-Projekt)
  - Peaky P-Key
  - Lyrical Lily
  - Photon Maiden
  - Happy Around!
- ARGONAVIS from BanG Dream! (Multimedia-Projekt)
  - Argonavis
  - GYROXIA
- Shōjo Kageki Revue Starlight (Multimedia-Projekt)
- Tantei Opera Milky Holmes (Multimedia-Projekt, 2019 eingestellt)
  - Milky Holmes
  - Milky Holmes Feathers
- Emi Nitta (bis 2018)
- Psychic Lover